# Lasowiak (rodzaj ssaków)
Lasowiak (Delomys) – rodzaj ssaków z  podrodziny bawełniaków (Sigmodontinae) w obrębie rodziny chomikowatych (Cricetidae).

## Rozmieszczenie geograficzne
Rodzaj obejmuje gatunki występujące w Brazylii i Argentynie.

## Morfologia
Długość ciała (bez ogona) 104–146 mm, długość ogona 100–145 mm, długość ucha 20–22 mm, długość tylnej stopy 25–32 mm; masa ciała 20–72 g.

## Systematyka
Rodzaj zdefiniował w 1917 roku angielski zoolog Oldfield Thomas w artykule poświęconym układowi systematycznemu południowoamerykańskich szczurów spokrewnionych z Oryzomys i Rhipidomys, opublikowanym w czasopiśmie The Annals and magazine of natural history. Gatunkiem typowym jest (oryginalne oznaczenie) lasowiak paskowany (D. dorsalis).

### Etymologia
Delomys: gr. δηλος dēlos ‘widoczny, wyraźny’; μυς mus, μυoς muos ‘mysz’.

### Podział systematyczny
Do rodzaju należą następujące gatunki:
| Grafika | Gatunek              | Autor i rok opisu                    | Nazwa zwyczajowa   | Podgatunki         | Rozmieszczenie geograficzne | Podstawowe wymiary                            | Status IUCN |
| ------- | -------------------- | ------------------------------------ | ------------------ | ------------------ | --- | --------------------------------------------- | ----------- |
|         | Delomys altimontanus | P.R. Gonçalves & J.A. Oliveira, 2014 |                    | gatunek monotypowy | endemit Brazylii (ograniczony do gór Serra da Mantiqueira (góry Caparaó i Itatiaia)); zakres wysokości: powyżej 1800 m n.p.m.                      | DC: 13–13,4 cm DO: 12,3–12,6 cm MC: 25–72 g   | NE          |
|         | Delomys sublineatus  | (O. Thomas, 1903)                    | lasowiak blady     | gatunek monotypowy | endemit Brazylii (Mata Atlântica w Minas Gerais i Espírito Santo do Santa Catarina); zakres wysokości: 0–1200 m n.p.m.                             | DC: 12,6–14,6 cm DO: 10,6–12,7 cm MC: 41–60 g | LC          |
|         | Delomys dorsalis     | (Hensel, 1873)                       | lasowiak paskowany | gatunek monotypowy | Mata Atlântica w Brazylii (Minas Gerais i Espírito Santo do Rio Grande do Sul) i północno-wschodniej Argentynie; zakres wysokości: 0–2000 m n.p.m. | DC: 10,4–13,5 cm DO: 10–14,5 cm MC: 20–56 g   | LC          |

Kategorie IUCN:  LC  – gatunek najmniejszej troski;  NE  – gatunki niepoddane jeszcze ocenie.  